# 北若仲ふとん太鼓
北若仲ふとん太鼓（きたわかなかふとんたいこ）は、石津のふとん太鼓のひとつ。　　　　　　　　　　　　　　　　　　　　　　　　石津のふとん太鼓のなかで二番目に新しい（2006年）。
堺で唯一黒のふとん締め